# Trichomycterus punctulatus
Trichomycterus punctulatus, llamado comúnmente "life", es un pez que pertenece a la especie de peces de la familia Trichomycteridae en el orden de los Siluriformes.
El life es un pez de cabeza semicircular rematada en varios apéndices, con cuerpo sinuoso, a veces manchado, que termina en una cola trapezoidal.

## Morfología
Los machos pueden llegar alcanzar los 14,5 cm de longitud total. En el valle del Jequetepeque se conocen ejemplares de hasta 19.5 cm.

## Distribución geográfica
Se encuentra la costa norte del Perú. Usualmente en ríos, acequias y pantanales. Son abundantes en los sembríos de arroz.

## Importancia económica y cultural
Según refiere el experto Limberg Chero Ballena, el life es hoy uno de los peces destacados de la gastronomía del norte peruano, especialmente de Monsefú, Lambayeque, donde se consumen las denominadas panquitas de life. Ha sido parte de la dieta de los pobladores de Lambayeque desde hace cientos de años, siendo incluso representado en cerámicas (huacos) y joyería de los pueblos prehispánicos de la zona.

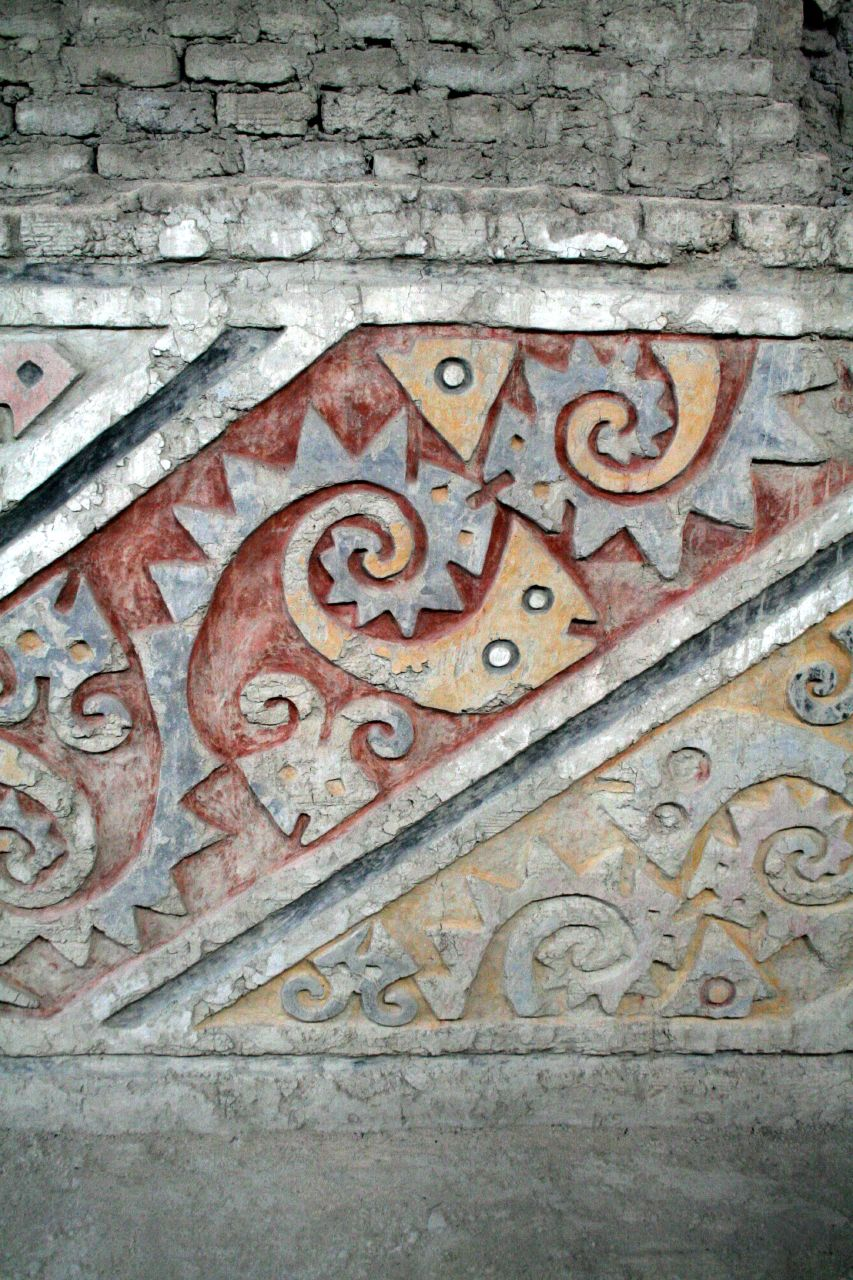
Life monsefuano en la Huaca Cao Viejo

El life monsefuano es un bagre presente en varias representaciones de peces en la iconografía mochica (siglos II – IX d. C.) en la costa norte del Perú. En los diseños estilizados tales peces han sido clasificados como serpientes debido a la forma de la cabeza. En la segunda década del siglo XXI, el estudio de la iconografía mural de Huaca Cao Viejo (Complejo Arqueológico El Brujo, valle de Chicama) muestra que varios diseños que presenta afinidad con este pez dulceacuícola. 